# Cantó d'Évry-Sud
El cantó d'Évry-Sud és un antic cantó francès al districte d'Évry (departament d'Essonne) que estava situat Comptava amb els municipis de Bondoufle, Lisses i part del d'Évry.
Va desaparèixer al 2015 i el seu territori es va dividir entre el cantó de Corbeil-Essonnes, el cantó d'Évry i el cantó de Ris-Orangis.
| Data d'elecció                           | Identitat           | Partit | Qualitat |
| ---------------------------------------- | ------------------- | ------ | -------- |
| 1967-1973                                | Michel Bosler       | UDR    |          |
| 1973-1985                                | Claude Jeanlin      | PS     |          |
| 1985-1998                                | Henry Marcille      | RPR    |          |
| 1998-2001                                | Jean-Pierre Vervant | PS     |          |
| 2001-                                    | Francis Chouat      | PS     |          |
| les dades anteriors no són pas conegudes |                     |        |          |

| A partir de 1990: Població sense dobles comptes |